# Péninsule Schmidt (Antarctique)
Pour les articles homonymes, voir Péninsule Schmidt.
La péninsule Schmidt est une petite péninsule reliée par un petit isthme au cap Legoupil, sur la péninsule de la Trinité, en Antarctique. Son extrémité occidentale est le Bahamonde Point (en).
La péninsule est nommée par l'expédition antarctique chilienne (en) de 1947-1948 en l'honneur du capitaine de l'Armée chilienne Hugo Schmidt Prado, le premier commandant de la Base General Bernardo O'Higgins établie en 1948 sur cette péninsule.